# Sapeira (antic municipi)
| ↓ | 1812 — 1970 | → |

|  | Baronia d'Erill                         |
|  | Parròquia de Santa Maria de Sapeira     |
|  | Parròquia de Sant Pere d'Espills        |
|  | Parròquia de Sant Esteve d'Esplugafreda |
|  | Parròquia de Sant Pere d'Orrit          |
|  | Parròquia de Santa Pere de Tercui       |

| Tremp |

|  | Baronia d'Erill                         |
|  | Parròquia de Santa Maria de Sapeira     |
|  | Parròquia de Sant Pere d'Espills        |
|  | Parròquia de Sant Esteve d'Esplugafreda |
|  | Parròquia de Sant Pere d'Orrit          |
|  | Parròquia de Santa Pere de Tercui       |

| Tremp |

Sapeira és un municipi extingit a l'Alta Ribagorça agregat l'any 1970 al terme municipal de Tremp, del Pallars Jussà. Amb aquesta annexió el terme pallarès més petit, Tremp, fou incrementat amb els antics termes d'Espluga de Serra, Fígols de Tremp, Gurp de la Conca, Palau de Noguera, Sapeira, Suterranya i Vilamitjana, i es convertí en el de més extensió, del Pallars Jussà i de tot Catalunya.
Tenia la seva capitalitat en el poble de Sapeira i comprenia, a més, els pobles i caseries de Escarlà, Espills, Esplugafreda, Orrit, el Pont d'Orrit, la Ribereta i Tercui, a més de diverses masies i el santuari de la Mira. Els quatre primers i Tercui, juntament amb Sapeira, tingueren ajuntament propi el 1812, arran de la promulgació de la Constitució de Cadis. El febrer del 1847 tots aquesta ajuntaments s'hagueren d'agrupar, prenent com a cap de districte Sapeira, atès que cap d'ells no assolia els 30 veïns (caps de família) necessaris per a mantenir la independència municipal.
L'antic terme està situat a cavall entre el Pallars Jussà i l'Alta Ribagorça, de manera que en alguns llibres és tractat dins de l'àmbit de la Ribagorça, malgrat que està administrativament adscrit a la ciutat de Tremp, cap comarcal del Pallars Jussà. De fet, abans del 1970 Sapeira i Espluga de Serra, juntament amb el Pont de Suert i els antics municipis a ell relligats, els antics termes que ara formen el municipi de Vall de Boí i Vilaller formaven la proposta de futura comarca de l'Alta Ribagorça, en aquells moments encara no reconeguda en cap instància oficial.
En la proposta derivada per l'informe popularment denominat Informe Roca, l'antic terme de Sapeira havia de ser extret del de Tremp i passar a formar part del terme municipal del Pont de Suert, juntament amb l'antic terme d'Espluga de Serra.

## Límits del terme

### Límit amb el Pont de Montanyana (Alta Ribagorça)
El límit occidental del terme és format, tot al llarg d'aquest antic municipi, per la Noguera Ribagorçana. En el marge dret d'aquest riu hi ha els pobles catalans d'administració aragonesa d'el Pont de Montanyana, Areny de Noguera i Sopeira, seguint el riu aigües amunt. Només el primer tram, al límit amb el Pont de Montanya i l'antic terme de Fígols de Tremp no segueix ben bé el riu, sinó que és la Serra de les Creus on se situa el triterme. De seguida, però, s'adreça al cim de les Tres Creus (725,4 m. alt.) i baixa de dret a la Noguera Ribagorçana, que ateny a 535 m. alt.

### Límit amb Areny de Noguera i Sopeira (Baixa Ribagorça)
Cap al nord, seguint sempre el curs del riu, al cap d'uns 16 quilòmetres hom arriba a les Costes, el lloc on el barranc de Canarilles aflueix en la Noguera Ribagorçana, a 670 m. alt. En aquest lloc el termenal girava cap al sud-est.

### Límit amb l'antic terme d'Espluga de Serra (Tremp)
Aquest és el lloc on es troben els termes de Sopeira, de la Ribagorça d'administració aragonesa, i dels antics termes, ara afegits a Tremp, de Sapeira i Espluga de Serra. Ja termenal amb aquesta darrera antiga unitat territorial, va a buscar lo Rebollar i segueix el vessant sud del coster al capdamunt del qual es troba el poble dels Masos de Tamúrcia, marca un arc per dessota d'aquest poble i va a buscar el barranc de Comalroure, per lo Fontanars. Tot seguit, en direcció nord-est, va a buscar el Serrat del Rei, on assoleix els 998 m. alt. El termenal segueix un tros del camí de la Torre de Tamúrcia a Areny de Noguera, i a prop de la Cabana de Galapat, trenca sobtadament cap al sud-est, baixant cap al Solà d'Aulàs, fins a trobar el barranc de Torogó, que travessa a uns 770 m. alt.
Sempre en direcció sud-est, va a trobar la carena on es troba el mas de Ballivell, que és fora del terme, passa per lo Tossal i comença a enfilar-se, sempre cap a llevant una mica inflexionat cap al sud, en direcció a la Serra de Gurp, puja a Roca Mosquera, de 1.391 m. alt., i s'acaba d'enfilar a la carena de la serra, als Rocs de la Serra, de 1.376 m. alt. En aquest lloc es troben els antics termes de Sapeira i Espluga de Serra amb el de Gurp de la Conca, el termenal amb el qual seguirà a partir d'ara.

### Límit amb l'antic terme de Gurp de la Conca (Tremp)
La línia de terme emprèn la direcció sud-oest, un bon tros per la carena de la Serra de Gurp: Roques del Codó (1.408), lo Pico-Xic (1.404) i el Tossal del Codonyar (1.425). Segueix encara la carena cap al sud, aquí anomenada Serra de Sant Andreu, i va trobant el Pui de Boix (1.279) i la Roca de la Mola (1.247). De la Roca de la Mola, el termenal torç cap al sud-oest, i a l'alçada de 1.256 m. es troba un altre antic triterme: Sapeira, Gurp de la Conca i Fígols de Tremp.

### Límit amb l'antic terme de Fígols de Tremp (Tremp)
Comença, doncs, l'antic termenal amb Fígols de Tremp, en direcció sud-oest, sempre carenant per les serres que baixen de la de Gurp, segueix tot el serrat de la Roca de la Mola, pel Pas del Racó (1.194), després pel Pas dels Civils, de 1.143 m. alt., i les Roques del Calderó, de 1.180, va davallant cap al sud-sud-oest, adreçant-se al Puny del Moro, de 1.023 m. alt., la Collada del Casó, de 913, i emprèn el Serrat dels Trencs (980,2), cap al sud-oest, però derivant cada cop més cap a l'oest. Passa prop de Casa Fumàs i de Casa Toríbio, fins que arriba a la Serra de Palasí, al voltant de 760 m. alt. Ja decantat cap a ponent, va a trobar el triterme amb el Pont de Montanyana, on hem començat aquesta descripció, a la Serra de les Creus, de 742 m. alt.

#### Les unitats territorials
L'antic terme municipal de Sapeira està constituït quasi enterament per cinc valls paral·leles que s'originen a la zona de la Serra de Gurp, i baixen cap a ponent per anar a abocar-se a la Noguera Ribagorçana, amb les carenes que les delimiten.

### Tercui
La de més al sud és la vall del barranc de Tercui, format pels barrancs dels Horts i de Solà. El segon és curt, i es forma a prop a llevant del poble de Tercui, però la del barranc dels Horts és una vall llarga i profunda, que arrenca del sector occidental de Roca de la Mola i és limitada al nord pel Serrat de la Sarga i pel sud pel Puny del Moro i el Serrat dels Trencs. A la capçalera, el barranc de la Font de les Aigües i el barranc de l'Obaga Negra s'ajunten per formar el barranc de Russirera, i al cap de poc se li ajunta el barranc del Roure Sol, moment en què es forma el barranc dels Masets. Amb aquest nom se li uneix la llau de la Tallada, primer, i el barranc dels Troficadells al cap d'un tros considerable, moment en què passa a dir-se barranc dels Horts.
Aquest barranc, que malgrat els canvis de nom és el mateix, havia estat davallant sempre cap al sud-oest. En el darrer tram inflexiona cap a l'oest i el nord-oest, i recull les aigües del barranc de Solà, ja poc abans de fondre's en la Noguera Ribagorçana, al sud del poble de Tercui. En aquest darrer tram rep el darrer dels noms amb què se'l coneix: barranc de Tercui.
A part d'algunes masies, la major part abandonades, aquesta vall té només el nucli de població de Tercui.
Una mica més al nord de Tercui hi ha la vall del barranc Fondo, de poca extensió, i que encara forma part de la unitat territorial d'aquest poble.

### Espills i la Ribereta
La segona vall és la del barranc d'Espills. Aquest és un llarg barranc que ve de l'extrem de llevant de l'antic terme de Sapeira. Neix en el vessant meridional del Tossal de Codonyac. de 1.427 m. alt., i marca una trajectòria de primer cap al sud per anar torcent gradualment després cap a llevant. Té com a límit sud la Roca de la Mola i el Serrat de la Sarga, i al final del seu recorregut està delimitada al sud pels obacs de Comacirera i de Tercui, abans d'abocar-se en la Noguera Ribagorçana. Pel nord, delimiten aquesta vall, de llevant a ponent, el Tossal Ras (1.334 m. alt.), el Morral de Penafel (1.221), la Morrera de Pas de Savina (1.049), el Morral del Pas de Soler (1.116), per trobar tot seguit la serra on es dreça el poble d'Espills, que comença amb el cim d'Espills, de 1.185 m. alt., el mateix poble d'Espills, a 1.074, la Collada de Ribot, de 911, i el Serrat de Roca Roja (pronunciat Roia, en el parlar del lloc), que va baixant dels 915 als 888 m. alt. i acaba amb la Roca Roia, de 860. D'aquí ja baixa cap a la Noguera Ribagorçana pel nord de la caseria de la Ribereta.
Tot i que el barranc d'Espills n'és l'element vertebrador, no sempre es diu així, el barranc. En efecte: quan neix, s'anomena Llau Fonda; en havent recollit totes les llaus i barrancs de la capçalera, ja es coneix com a barranc del Bosc. Va rebent afluents de les dues altes carenes que l'emmarquen a banda i banda, i quan ja ha torçat decididament cap a ponent, rep el barranc de les Fontetes; poc després, el barranc de les Corts, que té a la capçalera la Llau de la Tremolor, tots dos procedents del nord. Poc després, rep pel sud el barranc de Marefilló i la Llau dels Bassons, i així arriba al lloc on hi ha la cova i l'antiga masia de Barravés, ara en ruïnes. En aquest lloc rep pel nord el barranc de Bitginoes, i el barranc passa ja a ser conegut com a barranc d'Espills, poble que té just al nord. Encara va rebent tot de llaus i barrancs: llau de Rubilans, llau de la Font del Gall, llau del Sallent, barranc de la Cortada, llau de l'Hortella, barranc de la Portella, barranc dels Cubilassos (tots aquests afluents, alternativament pel nord i pel sud), fins que s'aboca a la Noguera Ribagorçana.
Just al nord de l'adjunció en el riu principal hi ha la petita vall que allotja la Ribereta, formada per la llau i el barranc de Gargalló, tots dos de curt recorregut, però que conformen una petita i ampla vall.

### Escarlà i la Mare de Déu de la Mir
Més al nord s'obre la tercera vall, la del barranc d'Escarlà, amb el poble d'Escarlà quasi a l'extrem ponentí del serrat que delimita la vall pel nord. El límit sud d'aquesta vall coincideix amb el nord de la vall descrita anteriorment, presidit per l'Espills. Les serres del límit nord són una mica més baixes. El barranc d'Escarlà es forma al nord del Tossal de l'Abadia, de 1.389 m. alt., i baixa cap a la Noguera Ribagorçana sempre en direcció sud-oest, en una trajectòria bastant recta.
Marca el seu límit nord la carena que comença a la Cinglera de Sant Cosme, amb el cim de Sant Cosme, de 1.128 m. alt., i ràpidament baixa cap al poble d'Escarlà, que és a 797 m. alt., per abocar-se de dret en la Noguera Ribagorçana.
El barranc comença anomenant-se barranc d'Escarlà, i rep pel sud el barranc de Bolantàs, el del Toscar, el de Seuvascura, les Carboneres, la Boïga Vella (aquests dos no duen nom ni de llau ni de barranc), el barranc de la Capella, tots per la mateixa banda, i Rodamilans i lo Clot de la Serra (també sense genèric que antecedeixi aquest nom), pel nord, i, finalment, el barranc de la Mir, pel sud, amb el qual arriba al lloc conegut com la Ventana d'Escarlà. Just a llevant d'aquest lloc, una mica enlairada, hi ha l'ermita de la Mare de Déu de la Mir. Aquí el barranc passa a anomenar-se barranc Gran d'Escarlà. Passa per sota, al sud, del poble d'Escarlà, i s'aboca en la Noguera Ribagorçana a la Boca del barranc.
Just al nord d'Escarlà, i abans d'arribar a la vall següent, cal esmentar una zona on uns quants barrancs curts s'aboquen directament en la Noguera Ribagorçana. No acullen cap poble complet, però sí unes quantes masies d'Escarlà: Casa Guardiola, Cal Sabater, Mas de Cocurrell… Es tracta de les valls dels barrancs de les Sargues, de Magdalena (format a la capçalera pel barranc del Moscat i el d'Escoi), de Tamassi i de Martinet.

### El Pont d'Orrit, Esplugafreda i Sapeira
La quarta vall (la segona, doncs, des del nord) és la que acull els pobles històricament principals del terme. Vertebra aquesta vall un barranc que canvia diverses vegades de nom. El que es forma més amunt, amb el nom de barranc de Canarill, ho fa a l'extrem nord-est de l'antic terme de Sapeira, al bosc de Sapeira, sota i al nord de la Roca del Forat dels Coloms, de 1.354 m. alt. i al sud de la Roca Calcilla, de 1.229. Baixa cap a ponent, per sota de lo Grauet, de 1.184 i el Serrat de Raurella, a l'extrem de ponent del qual es troba el poble de Sapeira, i aviat se l'ajunta per l'esquerra el barranc del Regany. A partir d'aquesta unió, prop de la Font del Toscar, es comença a conèixer com a barranc d'Esplugafreda. El poble d'Esplugafreda queda just al damunt i al sud del barranc. Com que el límit meridional de la vall (descrit a la vall anterior com a septentrional) és més elevat que l'oposat, la majoria de barrancs aflueixen per aquest costat: barranc de Rajums, al qual s'acaba d'afegir el dels Botets (amb els barrancs de Codó, lo Forat dels Botets, la Llau Fonda i el barranc del Graller al capdamunt), i barranc de les Comes, que ve de les Ribes de Sant Cosme, que delimiten la vall. Just en aquest moment passa a anomenar-se barranc d'Orrit, i al cap de poc arriba a la Noguera Ribagorçana, just al sud i sota d'on hi ha l'antic poble d'Orrit, la caseria del Pont d'Orrit i el Campament d'Areny.

### Els masos del barranc del Solà, o de Tamúrcia
La darrera vall, la de més al nord, ja termenal amb l'antic terme d'Espluga de Serra, és la del barranc del Solà. No és l'únic barranc del Solà del terme, i també es coneix com a barranc de Tamúrcia. Aquest barranc neix dins de l'antic terme esmentat, i només el tram final pertanyia a Sapeira, però constitueix una entitat geogràfica prou ampla per tenir-la en compte en aquesta descripció.
No hi ha cap entitat de població, però sí unes quantes masies (Mas de Jaumet, del Coix, de Lluell, de Barreda, Casa Alfonsa, Masets de Ponciano...) i cabanes (Cabana de Veguer, de Tarraubella, de l'Hort de Tarraubella).
En aquest sector se situava l'església de Sant Esteve de Barreda, probablement on ara hi ha el mas de Barreda. Molt documentada al segle xi, aquesta església fou objecte de fortes disputes entre el monestir d'Alaó i els senyors de Sapeira. A prop seu, al nord-est, el mas de Vallibel sembla el lloc on hi hagué l'església de santa Bella, documentada però sense que se n'hagi pogut trobar les restes fins avui dia.
També hi havia hagut una altra església, la de Santa Maria de l'Ivó, documentada a l'edat mitjana, però del tot desconeguda actualment. Podria ser que fos prop de la confluència del barranc del Solà amb la Noguera Ribagorçana, on actualment hi ha un petit estany i un gran casal.
Una part d'aquest sector es coneix amb el nom de la Sarga, per la gran presència d'aquesta modalitat de vímet. Hi ha diversos documents que en parlen, i hi situen l'església de Sant Esteve de la Sarga, encara no situada en el mapa actualment. A més, la coincidència d'aquest topònim amb el poble de Sant Esteve de la Sarga fa que de vegades es faci difícil discernir de quina de les dues poblacions i esglésies es tracta.

## Nuclis de població
| Entitat de població | Habitants |
| ------------------- | --------- |
| Escarlà             | 2         |
| Espills             | 5         |
| Esplugafreda        | 1         |
| Pont d'Orrit, el    | 15        |
| Sapeira             | 2         |
| Tercui              | 2         |
| Font: Idescat       |           |

Tot i que no hi ha cap poble gaire més gran que els altres, Sapeira és qui ha exercit sempre, fins al 1970, la capitalitat del municipi, actualment, però, diluïda en ser Tremp qui fa de cap i casal. El Pont d'Orrit és avui dia la caseria amb més nombre d'habitants; és també el més ben comunicat de tots. Els altres pobles són Escarlà, Espills, Esplugafreda, el Pont d'Orrit, la Ribereta i Tercui, a més del castell i poble d'Orrit, abandonat de fa temps.
També havia existit el terme de Tormeda, un despoblat entre Sapeira, Esplugafreda i Orrit, amb castell i l'església de Santa Maria, desapareguda, i l'església de Sant Esteve de Barreda, actualment desapareguda, però que devia ser on ara hi ha el mas de Barreda.

## Història

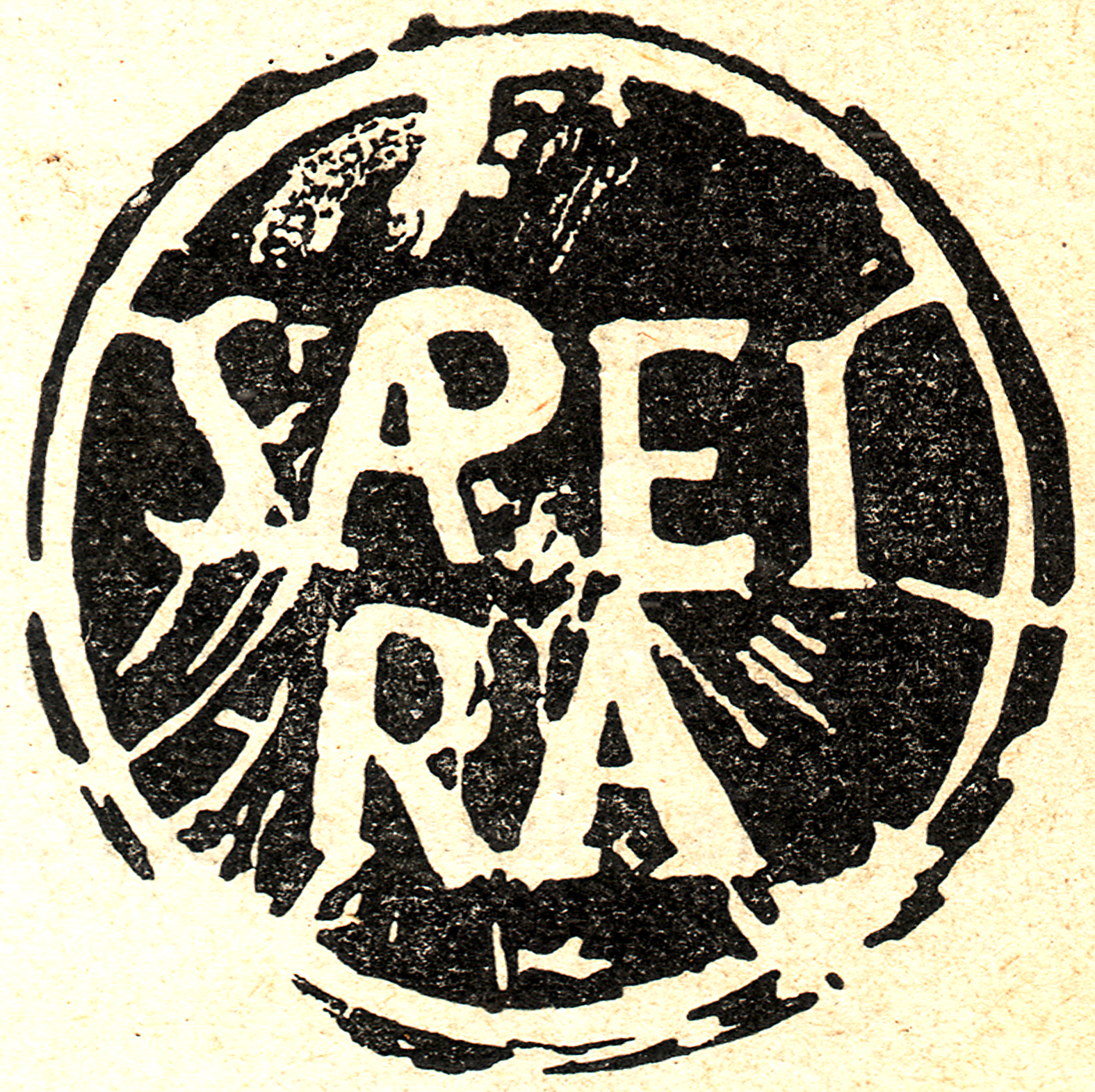
Segell municipal de Sapeira vers el 1900

Sapeira fou un terme força poblat a l'edat mitjana, com testimonia la presència de nombroses restes medievals, com les esglésies i els castells d'aquella època.
La xifra màxima de poblament es troba el 1860, quan el terme de Sapeira assolia els 871 habitants; a partir d'aquí la davallada ja ha estat contínua: 427 el 1900, 34 el 1981 i 27 el 2006.
Sapeira havia tingut escoles, una per a nois i l'altra per a noies. Actualment ni tan sols hi passa el transport escolar que duu la canalla a l'escola i institut de Tremp.

### L'antic ajuntament de Sapeira
L'alcaldia de Sapeira fou exercida, al llarg dels anys, per les persones següents:
- Pere Jumas (1895)
- Ramon Francino (1895)
- Mateu Masià (1898 - 1899)
- Antoni Boixadera i Colomés (1906-1911)
- Josep Grau (1945)

## Activitat econòmica
L'activitat tradicional del terme de Sapeira estava del tot lligada al sector primari. En agricultura, produïa diverses modalitats de cereals, vi, oli, llegums; tenia pastures per a la ramaderia, i hi havia activitat forestal. Com a fruit dels seus mateixos conreus, hi havia un molí d'oli i dos de farina.
A causa del despoblament, l'activitat econòmica s'ha reduït notablement, i molts dels antics conreus romanen erms, actualment. Pràcticament només es manté el conreu a llocs concrets, com les valls del Solà i d'Esplugafreda, on romanen 313 ha. treballades. La resta de terres han estat aprofitades sobretot per a la ramaderia, ovina i porcina, que ha augmentat, així com l'explotació forestal. l'agricultura és tota de secà, i s'hi cull ordi i patates, i una mica de fruiters, vinya i olivera, que van a la baixa.
L'abundor de bosc comunal feia de l'activitat al voltant de la seva explotació una eina econòmica important del terme de Sapeira. A darreries del segle xix s'esmenten 1.218 hectàrees al Bosc d'Espills; 66 ha. a la Costa i l'Obaga d'Orrit, i 220 ha. al Bosc i Serra d'Escomes, o les Comes, de Sapeira,

## Comunicacions
L'antic terme de Sapeira no disposa de cap carretera oficial. Sí que hi ha diverses pistes rurals asfaltades que la relliguen amb la carretera de Tremp al Pont de Montanyana. Tampoc no hi ha cap mitjà de transport públic; ni tan sols transport escolar per a dur els nois i noies a l'escola o institut de Tremp.